# Население Нагорно-Карабахской Республики
Население непризнанной Нагорно-Карабахской Республики по оценкам на 2017 год насчитывало 147 тысяч человек, из них 56,7 % были сосредоточены в городах. Согласно итогам переписи населения, прошедшей 1 декабря 2015 года, численность населения НКР составляла 145 053 человека постоянного населения (включая временно отсутствующих в стране) или 140 535 человек наличного населения (учтённого переписью на территории НКР без временно выехавших из страны). По данным переписи 2005 года постоянное население республики составляло 137 737 человек, в 1995 году — 126,4 тыс. человек.
Большая часть армянского населения исповедует христианство и принадлежит к Армянской апостольской церкви. Существуют также некоторые православные и евангельские христианские конфессии; другие религии включают иудаизм.

## Население регионов НКР
| Административно- территориальная единица | Население, тыс. человек, по годам | Население, тыс. человек, по годам | Население, тыс. человек, по годам | Население, тыс. человек, по годам | Население, тыс. человек, по годам | Население, тыс. человек, по годам | Население, тыс. человек, по годам | Население, тыс. человек, по годам | Население, тыс. человек, по годам | Население, тыс. человек, по годам | Население, тыс. человек, по годам | Население, тыс. человек, по годам | Население, тыс. человек, по годам | Население, тыс. человек, по годам | Население, тыс. человек, по годам | Население, тыс. человек, по годам | Население, тыс. человек, по годам |
| Административно- территориальная единица | 1995                              | 1996                              | 1997                              | 1998                              | 1999                              | 2000                              | 2001                              | 2002                              | 2003                              | 2004                              | 2005                              | 2006                              | 2007                              | 2008                              | 2009                              | 2010                              | 2011                              |
| ---------------------------------------- | --------------------------------- | --------------------------------- | --------------------------------- | --------------------------------- | --------------------------------- | --------------------------------- | --------------------------------- | --------------------------------- | --------------------------------- | --------------------------------- | --------------------------------- | --------------------------------- | --------------------------------- | --------------------------------- | --------------------------------- | --------------------------------- | --------------------------------- |
| Степанакерт                              | 54,7                              | 54,8                              | 55,0                              | 55,5                              | 55,7                              | 49,5                              | 49,5                              | 49,7                              | 49,8                              | 49,9                              | 50,0                              | 50,4                              | 50,984                            | 51,6                              | 52,3                              | 52,9                              | 53,4                              |
| Аскеранский район                        | 15,5                              | 15,5                              | 15,9                              | 16,2                              | 16,1                              | 16,0                              | 16,6                              | 16,6                              | 16,8                              | 16,9                              | 17,0                              | 17,0                              | 17,393                            | 17,6                              | 17,7                              | 17,9                              | 18,0                              |
| городское население                      | 2,1                               | 2,0                               | 2,1                               | 2,2                               | 2,3                               | 2,3                               | 2,1                               | 2,0                               | 1,9                               | 2,0                               | 2,0                               | 2,1                               | 2,1                               | 2,1                               | 2,1                               | 2,2                               | 2,2                               |
| сельское население                       | 13,4                              | 13,5                              | 13,8                              | 14,0                              | 13,8                              | 13,7                              | 14,5                              | 14,6                              | 14,9                              | 14,9                              | 15,0                              | 14,9                              | 15,3                              | 15,5                              | 15,6                              | 15,7                              | 15,8                              |
| Гадрутский район                         | 10,9                              | 11,0                              | 11,5                              | 11,2                              | 11,3                              | 11,4                              | 11,4                              | 11,8                              | 11,9                              | 11,9                              | 12,0                              | 12,4                              | 12,240                            | 12,3                              | 12,4                              | 12,8                              | 12,6                              |
| городское население                      | 2,3                               | 2,2                               | 2,5                               | 2,4                               | 2,5                               | 2,5                               | 2,5                               | 2,8                               | 2,8                               | 2,7                               | 2,8                               | 3,0                               | 3,0                               | 3,0                               | 3,3                               | 3,4                               | 3,4                               |
| сельское население                       | 8,6                               | 8,8                               | 9,0                               | 8,8                               | 8,8                               | 8,9                               | 8,9                               | 9,0                               | 9,1                               | 9,2                               | 9,2                               | 9,4                               | 9,2                               | 9,3                               | 9,1                               | 9,4                               | 9,2                               |
| Кашатагский район                        | -                                 | 4,0                               | 5,6                               | 8,0                               | 9,8                               | 9,8                               | 10,0                              | 10,0                              | 9,9                               | 9,8                               | 9,7                               | 8,6                               | 8,551                             | 7,9                               | 7,8                               | 8,0                               | 8,5                               |
| городское население                      | -                                 | 1,3                               | 2,0                               | 2,3                               | 2,5                               | 2,9                               | 2,9                               | 2,7                               | 2,7                               | 2,8                               | 2,9                               | 2,7                               | 2,7                               | 2,5                               | 2,4                               | 2,5                               | 2,6                               |
| сельское население                       | -                                 | 2,7                               | 3,6                               | 5,7                               | 7,2                               | 6,9                               | 7,1                               | 7,3                               | 7,2                               | 7,0                               | 6,8                               | 5,9                               | 5,9                               | 5,4                               | 5,4                               | 5,5                               | 5,9                               |
| Мартакертский район                      | 17,6                              | 17,6                              | 18,3                              | 18,2                              | 18,4                              | 18,9                              | 18,7                              | 18,8                              | 18,8                              | 18,8                              | 18,9                              | 18,9                              | 19,042                            | 19,4                              | 19,6                              | 20,0                              | 19,8                              |
| городское население                      | 3,3                               | 3,6                               | 3,6                               | 3,6                               | 3,6                               | 3,8                               | 3,8                               | 3,8                               | 3,8                               | 4,0                               | 4,2                               | 3,8                               | 3,9                               | 4,1                               | 4,2                               | 4,2                               | 4,3                               |
| сельское население                       | 14,3                              | 14,0                              | 14,7                              | 14,6                              | 14,8                              | 15,1                              | 14,9                              | 15,0                              | 15,0                              | 14,8                              | 14,7                              | 15,1                              | 15,2                              | 15,3                              | 15,4                              | 15,8                              | 15,5                              |
| Мартунинский район                       | 22,6                              | 22,8                              | 22,9                              | 22,7                              | 22,6                              | 22,8                              | 22,9                              | 23,0                              | 23,0                              | 23,0                              | 23,2                              | 23,1                              | 23,228                            | 23,5                              | 23,5                              | 23,8                              | 24,0                              |
| городское население                      | 5,3                               | 5,6                               | 5,8                               | 5,5                               | 4,5                               | 4,3                               | 4,5                               | 4,7                               | 4,5                               | 4,8                               | 4,9                               | 4,9                               | 5,0                               | 5,3                               | 5,4                               | 5,6                               | 5,8                               |
| сельское население                       | 17,3                              | 17,2                              | 17,1                              | 17,2                              | 18,1                              | 18,5                              | 18,4                              | 18,3                              | 18,5                              | 18,2                              | 18,3                              | 18,2                              | 18,2                              | 18,2                              | 18,1                              | 18,2                              | 18,2                              |
| Шаумяновский район                       | -                                 | 0,8                               | 0,8                               | 0,8                               | 1,7                               | 2,0                               | 2,5                               | 2,5                               | 2,5                               | 2,5                               | 2,5                               | 2,8                               | 2,789                             | 2,8                               | 3,0                               | 2,8                               | 2,9                               |
| городское население                      | -                                 | -                                 | -                                 | -                                 | 0,3                               | 0,4                               | 0,5                               | 0,6                               | 0,5                               | 0,5                               | 0,4                               | 0,5                               | 0,5                               | 0,5                               | 0,6                               | 0,6                               | 0,6                               |
| сельское население                       | -                                 | 0,8                               | 0,8                               | 0,8                               | 1,4                               | 1,6                               | 2,0                               | 1,9                               | 2,0                               | 2,0                               | 2,1                               | 2,3                               | 2,3                               | 2,3                               | 2,4                               | 2,2                               | 2,3                               |
| Шушинский район                          | 5,0                               | 4,9                               | 4,8                               | 4,1                               | 3,9                               | 4,0                               | 4,1                               | 4,2                               | 4,3                               | 4,4                               | 4,4                               | 4,5                               | 4,607                             | 4,8                               | 5,1                               | 5,4                               | 5,5                               |
| городское население                      | 3,6                               | 3,6                               | 3,6                               | 2,9                               | 2,6                               | 2,7                               | 2,9                               | 3,0                               | 3,1                               | 3,1                               | 3,3                               | 3,3                               | 3,4                               | 3,6                               | 3,9                               | 4,1                               | 4,2                               |
| сельское население                       | 1,4                               | 1,3                               | 1,2                               | 1,2                               | 1,3                               | 3,0                               | 3,1                               | 1,2                               | 1,2                               | 1,3                               | 1,1                               | 1,2                               | 1,2                               | 1,2                               | 1,2                               | 1,3                               | 1,3                               |
| Нагорно-Карабахская Республика           | 126,4                             | 131,4                             | 139,9                             | 136,7                             | 139,4                             | 134,4                             | 135,7                             | 136,6                             | 137,0                             | 137,2                             | 137,737                           | 137,7                             | 138,834                           | 139,9                             | 141,1                             | 143,6                             | 144,7                             |
| городское население                      | 71,2                              | 73,1                              | 74,7                              | 74,4                              | 74,0                              | 68,4                              | 68,7                              | 69,3                              | 69,1                              | 69,8                              | 70,5                              | 70,8                              | 71,6                              | 72,7                              | 74,2                              | 75,5                              | 76,5                              |
| сельское население                       | 55,2                              | 58,3                              | 60,2                              | 62,3                              | 64,4                              | 66,0                              | 67,0                              | 67,3                              | 67,9                              | 67,4                              | 67,2                              | 66,9                              | 67,2                              | 67,2                              | 67,2                              | 68,1                              | 68,2                              |

## Естественное движение населения
| Год  | Рождений | Смертей | Естественный прирост | Рождений на 1000 человек | Смертей на 1000 человек | Естественный прирост на 1000 человек | Численность населения на 1 января |
| ---- | -------- | ------- | -------------------- | ------------------------ | ----------------------- | ------------------------------------ | --------------------------------- |
| 1995 | 1 799    | 1 197   | 602                  | 14,2                     | 9,5                     | 4,8                                  | н/д                               |
| 1996 | 1 964    | 1 323   | 641                  | 15,0                     | 10,1                    | 4,9                                  | 126 400                           |
| 1997 | 1 887    | 1 205   | 682                  | 14,0                     | 8,9                     | 5,1                                  | 131 400                           |
| 1998 | 1 897    | 1 207   | 690                  | 13,8                     | 8,8                     | 5,0                                  | 139 900                           |
| 1999 | 1 645    | 1 104   | 541                  | 11,8                     | 8,0                     | 3,8                                  | 136 700                           |
| 2000 | 2 222    | 1 185   | 1 037                | 16,5                     | 8,8                     | 7,7                                  | 139 400                           |
| 2001 | 2 306    | 1 075   | 1 231                | 17,0                     | 7,9                     | 9,1                                  | 134 400                           |
| 2002 | 2 190    | 1 242   | 948                  | 16,0                     | 9,1                     | 6,9                                  | 135 700                           |
| 2003 | 2 058    | 1 232   | 826                  | 15,0                     | 9,0                     | 6,0                                  | 136 600                           |
| 2004 | 2 095    | 1 306   | 789                  | 15,3                     | 9,5                     | 5,8                                  | 137 000                           |
| 2005 | 2 004    | 1 260   | 744                  | 14,6                     | 9,2                     | 5,4                                  | 137 200                           |
| 2006 | 2 102    | 1 235   | 867                  | 15,3                     | 9,0                     | 6,3                                  | 137 737                           |
| 2007 | 2 145    | 1 227   | 918                  | 15,4                     | 8,8                     | 6,6                                  | 137 700                           |
| 2008 | 2 418    | 1 317   | 1 101                | 17,3                     | 9,4                     | 7,9                                  | 138 834                           |
| 2009 | 2 821    | 1 266   | 1 555                | 20,0                     | 9,0                     | 11,0                                 | 139 900                           |
| 2010 | 2 694    | 1 341   | 1 353                | 18,8                     | 9,3                     | 9,4                                  | 141 100                           |
| 2011 | 2 586    | 1 297   | 1 289                | 17,9                     | 9,0                     | 8,9                                  | 143 600                           |
| 2012 | 2 500    | 1 232   | 1 268                | 17.0                     | 8.4                     | 8.6                                  | 144 700                           |
| 2013 | 2 371    | 1 344   | 1 027                | 16.5                     | 9.4                     | 7.2                                  | 142 800                           |
| 2014 | 2 428    | 1 309   | 1 119                | 16.8                     | 9.1                     | 7.8                                  | 143 500                           |
| 2015 | 2582     | 1290    | 1292                 | 17.8                     | 8.9                     | 8.9                                  | 144 600                           |
| 2016 | 2471     | 1222    | 1249                 | 16.9                     | 8.4                     | 8.6                                  | 145 200                           |
| 2017 | 2336     | 1238    | 1098                 | 15.9                     | 8.4                     | 7.5                                  | 146 100                           |
| 2018 | 2187     | 1039    | 1148 (1143)          |                          |                         |                                      | 147 000                           |
| 2019 |          |         |                      |                          |                         |                                      | 148 000                           |

## Семья
Важной особенностью непризнанной республики в 1987—2007 годы стало сокращение числа семей, состоящих из одного человека (хотя среди развитых стран обычно имеет место обратная тенденция). В 1987 году в регионе 17,1 % семей состояли из 1 человека, а в 2007 году только 15,1 %. Также за этот период увеличилась доля семей из нескольких поколений. Например, доля семей из 4-х поколений увеличилась в 1987—2007 годы с 1,0 до 2,2 %. В 1987—2007 годы доля многодетных семей (в которых 4 и более детей до 17 лет) сократилась с 7,3 до 4,3 %. Однако доля бездетных семей также сократилась в этот период с 46,3 до 44,2 %.

## Этнические группы

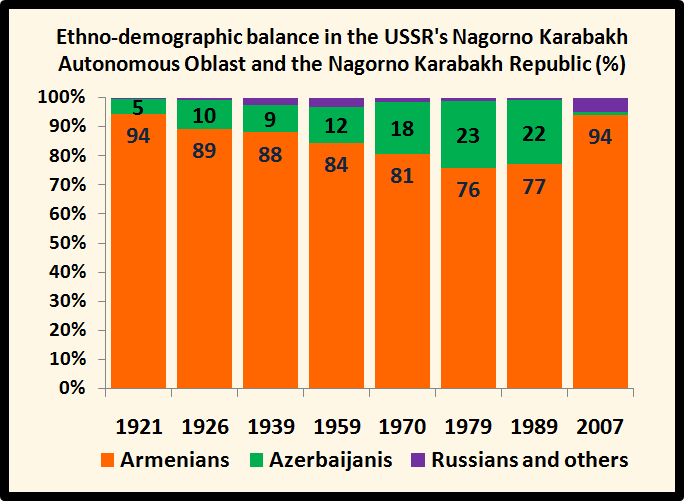
1921-2007 Этнический состав НКАО-НКР

Национальный состав населения Нагорно-Карабахской Республики по переписи 2005 года:
| Народ         | Численность, чел. | Доля от всего населения, % |
| ------------- | ----------------- | -------------------------- |
| армяне        | 137 380           | 99,74 %                    |
| русские       | 171               | 0,12 %                     |
| греки         | 22                | 0,02 %                     |
| украинцы      | 21                | 0,02 %                     |
| грузины       | 12                | 0,01 %                     |
| азербайджанцы | 6                 | <0,01 %                    |
| другие        | 125               | 0,09 %                     |
| всего         | 137 737           | 100,00 %                   |

Национальный состав населения Нагорно-Карабахской Республики по переписи 2015 года:
| Народ     | Численность, чел. | Доля от всего населения, % |
| --------- | ----------------- | -------------------------- |
| армяне    | 144 683           | 99,74 %                    |
| русские   | 238               | 0,16 %                     |
| украинцы  | 26                | 0,02 %                     |
| ассирийцы | 16                | 0,01 %                     |
| езиды     | 16                | 0,01 %                     |
| грузины   | 15                | 0,01 %                     |
| греки     | 9                 | 0,01 %                     |
| другие    | 50                | 0,03 %                     |
| всего     | 145 053           | 100,00 %                   |

Население в настоящее время почти исключительно армянское. Почти все азербайджанцы (40 688 человек на территории НКАО в 1989 году) были изгнаны и покинули этот район.
Население 7 районов Азербайджана, не принадлежащих к НКАО (Кельбаджар, Лачин, Кубатлы, Зангилан, Джебраил, Физули и Агдам), в 1979 году составляло 371 441 человек, включая 363 588 азербайджанцев и только небольшое армянское меньшинство (1 405 или только 0,4 %). По данным британского журналиста Томаса де Ваала, в 1991—1994 годах приблизительно 500 тысяч азербайджанцев, жителей Нагорного Карабаха и прилегающих районов, были изгнаны из своих домов, а из приграничных районов бежали около 30 тысяч азербайджанцев.

## Исторический обзор демографии Нагорного Карабаха

### II—I тысячелетия до нашей эры
В указанный период Нагорный Карабах назывался «Уртехини» или «Артаха» и был населен индоевропейскими хетто-лувийскими и родственными им хайасскимиплеменами, и кавказоязычными племенами, близким племенам более поздних кавказских албан. Эти древнейшие племена перешли на армянский язык и стали частью единого армянского народа на протяжении I-го тысячелетия до нашей эры.

### Эпоха Античности и Средних веков
Согласно античным письменным источникам конца I-го тысячелетия до нашей эры, жители Карабаха говорили на армянском языке
Начиная с I-го тысячелетия до нашей эры и далее весь период Античности и Средних веков, вплоть до середины XVIII века, территория Нагорного Карабаха и прилегающих к нему районов была населена армянами, которые, согласно письменным текстам VII—VIII веков уже имели свой собственный арцахский диалект армянского языка, а к IX веку создали свое независимое армянское государство в пределах Нагорного Карабаха и его сопредельных территорий на территории современного Нагорного Карабаха, просуществовавшее до конца XVI века, а в качестве армянской автономии — до середины XVIII века, где продолжали говорить на собственном диалекте армянского языка.

### Новое время
Во второй половине XVIII и начале XIX веков, из-за политики властей Персидской империи и русско-персидских войн, происходит массовое бегство армян из Нагорного и Равнинного Карабаха, и, напротив, массовое переселение сюда курдских и тюркских племен из Ирана.
В 1752—1800-е годы в Карабах переселяются множество кочевых тюркских племен: пюсьянское, карачарлинское, джинлинское, дамирчи-гасанлинское, кызыл-хаджилинское, сафи-кюрдское, бой-ахметлинское, саатлинское, кенгерлинское и многие другие", которые расселяются, главным образом, в районах Шуши, Кура-Араксинской низменности, а также в долинах Аракса (современные Физулинский, Джебраильский, Зангеланский и Кубатлинский районы).
Армяне же в XVIII веке, напротив, массово покидали Карабах. Так, в 1796 году из Карабаха в Россию (в районы Ставрополья, Астрахани и тд) массово бегут свыше 11 000 армянских семей (ок. 60 000 человек).
В XIX веке на территории современного Лачинского района были заселены курдские переселенцы из Персии.
Последние несколько тысяч армянских семей покинули территорию Лачинского района в начале XX века.
Изменился также этнический состав в пределах Кельбаджарского района. Армянское население в XVII—XVIII веках было депортировано вглубь Ирана, а на их место переселены курдские племена.
В период нахождения Закавказья в составе Российской империи, с 1870 до 1914 годов из Персии в Бакинскую и Елизаветпольскую губернии, сначала в качестве отходников, переселились свыше 1,45 млн тюрок, часть которых вернулась обратно в Иран, а многие из них потом остались здесь жить в качестве постоянного населения. Однако, нет данных, сколько именно из этого числа осело в Бакинской губернии, а сколько — в Елизаветпольской (Карабахе).
Помимо этого, в Карабахе в XIX веке появляется русское и немецкое население. Так, в 1914 году в Карабахе насчитывалось ок.2 тысячи русских, которые жили в основанном ими в 1847 году казачьем поселке Ханкенды (современный Степанакерт), находившейся в долине армянского села Вараракн. Этот поселок служил штаб-квартирой для отставных русских солдат и членов их семей. В этот поселок в 1894 году из города Шуши переместились 60 армянских дымов.
Близ села Ванк в Гадрутском районе находился второй штаб русских войск, где находился Первый Полтавский конный казачий полк Кубанского войска. На юго-востоке Карабаха русскими старообрядцами — молоканами было основано село Карягино (ныне город Физули), где в 1830 году насчитывалось 40 дворов русских старообрядцев.
В 1804—1813 годах, в период русско-персидской войны, тысячи армянских семей покинули Карабах, переселившись в Грузию, Ширван, Шаки, Персию, Северный Кавказ. Данному исходу армян способствовал князь П. Д. Цицианов. Опустевшие армянские территории заселялись пришлыми тюркскими и курдскими племенами, что всячески приветствовал шушинский хан, видевший в этих переселенцах укрепление своих позиций в крае.

### Советская эпоха
| Год    | Население | Население | Армяне  | Доля армян (%) | Азербайджанцы    | Русские      |  |
| ------ | --------- | --------- | ------- | -------------- | ---------------- | ------------ |  |
| 1923   | 157 800   | 157 800   | 149 600 | 94,8           |                  |              |  |
| 1926 п | 125 300   | 125 300   | 111 694 | 89,14          | 12 592 (10,05 %) | 596 (0,48 %) |  |
| 1939 п | 150 837   | 150 837   | 132 800 | 88,04          | 14 053 (9,3 %)   | 3174 (2,1 %) |  |
| 1959 п | 130 406   | 130 406   | 110 053 | 84,4           | 17 995 (13,8 %)  | 1790 (1,6 %) |  |
| 1970 п | 150 313   | 150 313   | 121 068 | 80,5           | 27 179 (18,1 %)  | 1310 (0,9 %) |  |
| 1979 п | 162 181   | 162 181   | 123 076 | 75,9           | 37 264 (23,0 %)  | 1265 (0,8 %) |  |
| 1989 п | 189 085   | 189 085   | 145 450 | 76,92          | 40 688 (21,5 %)  | 1922 (1,0 %) |  |
| 2005 п | 137 737   | 137 737   | 137 380 | 99,74          | 6 (0,004 %)      | 171 (0,12 %) |  |
| 2015 п | 145 053   | 145 053   | 144 683 | 99,74          | н/д              | 238 (0,16 %) |  |

Численность населения Нагорного Карабаха в 1923 году равнялась 157 800 человек, из которых 149 600 (94,8 %) были армянами. По переписи 1926 года, численность его населения сократилась до 125,300, из которых армян было уже менее 90 %.
Уже в 1920—30-е годы карабахцы начали нести большие потери в ходе насильственной коллективизации, раскулачивания, репрессий, в том числе против священнослужителей.
С 1923 по 1960-е годы, в Нагорном Карабахе были расстреляны 386 армян, и еще свыше 75 000 армян были депортированы за пределы Нагорного Карабаха.
Когда началась Великая Отечественная война, в Нагорном Карабахе было мобилизовано на фронт 35 % его населения, что в абсолютных цифрах составило 45,000 человек из 154 000, при этом из призванных в армию из области азербайджанцев было только чуть более 1 %, хотя в то время они составляли 10 % населения Нагорного Карабаха. Мобилизация на фронт в Нагорном Карабахе была в 4-5 раз выше, чем из соседних населенных азербайджанцами районов республики..
22 000 армян из Нагорно-Карабахской АО, погибли на фронтах ВОВ.
С 1939 года по 1979 годы, численность армян в Нагорном Карабахе сократилась с 132 800 (88 %) человек до 123 076 (75,9 %), в то время как число азербайджанцев за тот же период возросло в 2,7 раз: с 14 053 (9 %) до 37 264 (23 %).
В советское время руководители Азербайджанской ССР пытались изменить демографический баланс Нагорно-Карабахской автономной области, увеличивая количество жителей Азербайджана за счет открытия университета с азербайджанским, русским и армянским секторами и обувной фабрики, отправляя азербайджанцев из других частей Азербайджанской ССР в НКАО. Гейдар Алиев заявил в интервью в 2002 году: «Делая это, я попытался увеличить количество азербайджанцев и уменьшить количество армян». Однако А. Н. Ямсков утверждает, что это были азербайджанцы, знакомые с Нагорным регионом Карабаха, включая потомков азербайджанских кочевников, которые были вынуждены прекратить кочевые миграции в 1930-х годах.
За 68 лет Советской власти (1923—1991 годы) армянское население в Нагорном Карабахе не только не выросло, но даже сократилось с 149 600 (94,8 %) в 1921 году до 145,450 (76,9 %) в 1989 году.
Для сравнения, азербайджанское население за советский период выросло в 3,2 раза, с 12 592 (10 %) в 1926 году до 40 688 (21,5 %) в 1989 году.

### Изменение в результате карабахского конфликта
Накануне распада Советского Союза в 1989 г. в Нагорно-Карабахской автономной области проживало 145 450 армян (76,9 %), 40 688 азербайджанцев (21,5 %) и несколько тысяч курдов, русских, греков и ассирийцев. Всё азербайджанское и курдское население вынужденно покинуло регион после первой карабахской войны с 1992 по 1993 годы.
В то же время всё армянское население покинуло те районы Нагорного Карабаха, которые перешли под контроль Азербайджана входе первой карабахской войны 1992—1994 годов (Шаумяновский район, части Мартакертского и Мартунинского районов, а также районы исторического Карабаха, расположенные к северу от НКАО), а также войны 2020 года (Гадрутский район, Шушинский район с городом Шуша, часть Аскеранского района, Келбаджраский и Лачинский районы).

### Языки
Основной язык, на котором разговаривают в НКР, — армянский; однако армяне Карабаха говорят на диалекте армянского языка, который значительно отличается от диалекта, на котором говорят в Армении, данный диалект письменно задокументирован с VII века, хотя сформировался намного раньше . Большая часть старшего поколения также владеет русским и азербайджанским языками.